# 631
631 (DCXXXI na numeração romana) foi um ano comum do século VII, do Calendário Juliano, da Era de Cristo, teve início e fim em uma terça-feira, com a letra dominical F. Segundo o horóscopo chinês, foi o ano do Coelho.
| ano completo                       |
| ---------------------------------- |
| Ano comum com início à terça-feira |